# Heidi Range
Heidi India Range (Liverpool, Inglaterra, 23 de mayo de 1983) es una cantante británica, vinculada al grupo Atomic Kitten en sus inicios y, posteriormente, a la banda Sugababes, con la que ha producido seis álbumes de estudio y un recopilatorio.

## Biografía
Nació el 23 de mayo de 1983 en Liverpool, Inglaterra, Reino Unido.
Se comprometió con el presentador Dave Berry en 2003 durante unas vacaciones en India. Querían casarse en el invierno de 2012, pero en diciembre de 2011, anunciaron su separación. Heidi se casó con Alex Partakis en Florencia el 3 de septiembre de 2016. El 21 de enero de 2018 dio a luz a una niña, Aurelia Honey Partakis. El 5 de agosto de 2021 dio a luz a una niña llamada Athena Veronica Parakis.

## Etapa enAtomic Kitten
En 1999 Andy McCluskey, uno de los componentes del grupo de synth pop OMD, reconocidos internacionalmente por su tema Enola Gay (1980), creó la banda Atomic Kitten, compuesta por tres cantantes femeninas. 
La salida de Heidi de Atomic Kitten se debió, oficialmente, a la divergencia de opiniones sobre el estilo musical que tendría el trío de Liverpool.

## Etapa enSugababes
En noviembre de 2001 entró en el grupo Sugababes en sustitución de Siobhán Donaghy, que abandonó la formación antes de comenzar la producción de su segundo álbum, Angels With Dirty Faces. 
A partir de ese momento el grupo se consolida como uno de los iconos del pop británico gracias a éxitos internacionales como Freak like me, Round Round, Hole in the head, Push the button o About you now y, en la actualidad, son la banda femenina más longeva del Reino Unido.

## Álbumes deSugababes(con participación de H. Range)
Los álbumes de Sugababes en los que Heidi Range ha participado son los siguientes:
- Angels With Dirty Faces (2002).
- Three (2003)
- Taller in more Ways (2005),
- Overloaded: The Singles Collection (álbum recopilatorio, 2006).
- Change (2007).
- Catfights and Spotlights (2008)
- Sweet 7 (2010).